# NGC 7448
NGC 7448 је спирална галаксија у сазвежђу Пегаз која се налази на NGC листи објеката дубоког неба.
Деклинација објекта је + 15° 58' 48" а ректасцензија 23h 0m 3,6s. Привидна величина (магнитуда) објекта NGC 7448 износи 11,4 а фотографска магнитуда 12,2. Налази се на удаљености од 27,949 милиона парсека од Сунца. NGC 7448 је још познат и под ознакама UGC 12294, MCG 3-58-18, CGCG 453-42, IRAS 22575+1542, ARP 13, KUG 2257+157, PGC 70213.